# Maître des maléfices
Phillip Masters, alias Le Maître des maléfices ou le Maître de marionnettes (« Puppet Master » en VO) est un super-vilain évoluant dans l’univers Marvel de la maison d'édition Marvel Comics. Il fait sa première apparition dans Fantastic Four (Vol.1) #8 en novembre 1962.

## Biographie
Phillip Masters est né dans les années 1920 dans la nation de Transie à la base des montagnes de Wundagore. Sa mère était alcoolique et son père était souvent très distant car il luttait pour subvenir aux besoins de sa famille. Enfant, sa grand-mère lui a raconté des légendes du VIe siècle sur la façon dont le démon Chthon avait été piégé dans la montagne, souillant la terre. Alors qu'il est jeune garçon, son oncle Andrew lui a donné un couteau et un morceau de bois. Phillip s'est immédiatement mis à sculpter des objets en bois. Finalement, il est passé à la sculpture d'objets en argile qu'il a trouvé près de la base de la montagne Wundagore. Plus Phillip utilisait l'argile, plus cela affectait son esprit, lui donnant envie de sculpter avec elle plus souvent car cela érodait lentement sa santé mentale. Masters jouait souvent avec la jeune Jessica Drew dont les parents travaillaient avec le généticien Herbert Wyndham, jusqu'au jour de mars 1931, Jessica tomba malade d'un empoisonnement aux radiations et fut gardée par sa famille pour se faire soigner. 
À l'âge de huit ans, les parents de Phillip ont émigré aux États-Unis. Alors que Phillip continuait à sculpter avec des matériaux de son pays natal, Masters s'est facilement assimilé à sa nouvelle vie en Amérique. Cependant, malgré cela, Phillip a souvent été victime d'intimidation par ses camarades de classe. Lorsque la mère de Phillip est décédée, Phillip s'est tourné vers les poupées qu'il fabriquait pour échapper à ses bourreaux. À la suite du décès de sa femme, le père de Phillip n'a pas pu trouver de travail et pouvoir subvenir aux besoins de son fils et a été contraint de placer le garçon dans un orphelinat. Phillip se sentant plus seul que jamais se retira encore plus dans son amour de la sculpture sur argile.
Après avoir terminé l'université, Phillip Masters se lance en affaires avec Jacob Reiss. Phillip, jaloux de la richesse de Reiss et de sa famille, décide de saboter son travail, mais Reiss le prend en flagrant délit. Lors du combat, Reiss est accidentellement tué dans une explosion. La fille de Reiss, Alicia, est prise dans l'explosion et devient aveugle par la suite.
Pensant que l'explosion au large est un accident, Marcia, la femme de Reiss, ne soupçonne pas Phillip et une relation sentimentale finit par s'installer entre les deux. Ils se marient, et Phillip adopte Alicia. À la mort de sa femme, il perd son équilibre mental: c'est à cette époque qu'il commence à mener des expériences avec de l'argile radioactive, qu'il réussit à utiliser pour contrôler psychiquement des individus précis. Il cherche à exploiter ce talent au maximum et élabore un plan pour conquérir le monde, mais les Quatre Fantastiques l'arrêtent.
Le Maître de marionnettes a contrôlé Namor le Prince des mers, et s'est servi de lui pour combattre les Quatre Fantastiques.  Il a également opposé la Torche humaine à la Chose. Il fait équipe avec le Penseur fou, qui devient son allié régulier, puis lutte à nouveau contre la Chose et la Torche : il utilise alors des mannequins grandeur nature animés pour les combattre tous les deux.
Le Maître de marionnettes est vu plus tard au sein d'un groupe de criminels rassemblés par le docteur Fatalis. Il retente ensuite de contrôler Namor, s'oppose aux X-Men, et fomente une bataille entre Hulk et Namor en contrôlant l'incroyable Hulk. 